# Джордан Пікфорд
Джо́рдан Пі́кфорд (англ. Jordan Pickford, нар. 7 березня 1994, Вашингтон) — англійський футболіст, воротар клубу «Евертон» і збірної Англії.

## Клубна кар'єра
Народився 7 березня 1994 року в місті Вашингтон. Вихованець футбольної школи клубу «Сандерленд», за який виступав з восьмирічного віку. У 2011 році підписав свій перший професійний контракт з клубом. Вже наступного року Джордан продовжив свій контракт з клубом.
У січні 2012 року Пікфорд відправився в оренду в клуб «Дарлінгтон» строком на один місяць. У лютому термін його оренди був продовжений до кінця квітня. Пікфорд провів за команду 17 матчів. За підсумками сезону «Дарлінгтон» вибув з Прем'єр-дивізіону Футбольної конференції, а потім був ліквідований.
25 лютого 2013 року Пікфорд перейшов в оренду в клуб «Альфретон Таун». За час оренди в клубі Пікфорд провів 12 матчів, 5 з них зігравши «всуху».
2 серпня 2013 року Пікфорд відправився в оренду в «Бертон Альбіон». Дебютував у складі команди 3 серпня у грі проти «Челтнем Таун». Провів за «Бертон» 12 матчів.
8 лютого 2014 року перейшов в «Карлайл Юнайтед» на правах оренди. У той же день дебютував у складі «Карлайл» у грі проти «Джиллінгема». Всього зіграв 18 матчів за клуб.
21 липня 2014 року Пікфорд відправився в оренду в «Бредфорд Сіті». Дебютував у складі команди 9 серпня 2014 року в матчі проти «Ковентрі Сіті» на стадіоні «Веллі Перейд». 10 січня 2015 року Пікфорд був вилучений з поля на 11-й хвилині матчу проти «Рочдейла». 7 лютого 2015 року Пікфорд знову отримав червону картку, на цей раз — уже в компенсований час матчу проти клубу «Порт Вейл». 9 березня «Сандерленд» відкликав Пікфорда з оренди.
31 липня 2015 року Пікфорд відправився в сезонну оренду в Престон Норт-Енд. Дебютував за клуб в матчі проти «Мідлсбро», зберігши свої ворота «сухими». У наступних двох матчах (проти Мілтон-Кінз Донз та Ротергем Юнайтед) Джордан також не пропускав м'ячів у свої ворота. 25 серпня зіграв «на нуль» у матчі проти клубу Прем'єр-ліги «Вотфорда» у Кубку Футбольної ліги. 7 листопада 2015 року не пропустив у грі проти «Квінз Парк Рейнджерс», тим самим зігравши 6-й «сухий» матч у чемпіонаті, повторивши тим самим клубний рекорд. 20 грудня 2015 року Пікфорд був вилучений у матчі проти «Лідс Юнайтед» нібито за гру рукою за межами штрафного майданчика. «Престон» подав апеляцію на дискваліфікацію Пікфорда, яка була задоволена: відеоповтори свідчили, що м'яч потрапив Пікфорду в груди й гри рукою за межами штрафного майданчика не було.
31 грудня 2015 року Джордан Пікфорд був відкликаний «Сандерлендом» з оренди. 26 січня 2016 року він продовжив свій контракт з «Сандерлендом» до 2020 року. Сезон 2016/17 почав як другий воротар, але після травми Віто Манноне Пікфорд став основним воротарем команди.
15 червня 2017 року перейшов в «Евертон», підписавши з клубом п'ятирічний контракт. Сума трансферу склала 25 млн фунтів, але може вирости до 30 млн фунтів в залежності від виступів гравця. Його трансфер став найдорожчим трансфером британського воротаря в історії й третім у списку найдорожчих трансферів воротарів (після трансферів Джанлуїджі Буффона і Едерсона). Станом на 24 березня 2018 року відіграв за клуб з Ліверпуля 31 матч в національному чемпіонаті.

## Виступи за збірні
Пікфорд виступав за юнацькі та молодіжні збірні Англії усіх вікових категорій, починаючи зі збірної до 16 років і закінчуючи збірною до 21 року. У жовтні 2009 року дебютував у складі збірної Англії до 16 років у матчі проти однолітків з Уельсу. У серпні 2010 дебютував за збірну Англії до 17 років у грі проти Туреччини. У листопаді 2010 року провів свій перший матч за збірну до 18 років. У вересні 2012 року дебютував за збірну до 19 років. 
У березні 2015 року зіграв свій перший матч за збірну до 20 років.. 3 вересня 2015 року дебютував у складі збірної до 21 року у матчі проти збірної США до 23 років.
У 2016 році взяв участь у турнірі у Тулоні, який англійці виграли вперше за 22 роки.
9 жовтня 2016 року Пікфорд отримав перший виклик в основну збірну Англії на матч проти Словенії, замінивши у складі травмованого Тома Гітона, проте провів всю гру на лавці запасних.
16 червня 2017 року в першому матчі молодіжного чемпіонату Європи проти Швеції відбив пенальті, призначений у ворота англійців, і допоміг своїй команді втримати нічию в матчі.
10 листопада 2017 року дебютував в офіційних іграх у складі національної збірної Англії в товариському матчі з збірної Німеччини. Пікфорд зіграв весь матч без замін і не пропустив жодного м'яча. Матч завершився нульовою нічиєю.
У складі збірної був учасником чемпіонату світу 2018 року у Росії.
| Дата       | Місто           | Господарі  | Результат               | Гості      | Турнір                                    | Голи | Примітки |
| ---------- | --------------- | ---------- | ----------------------- | ---------- | ----------------------------------------- | ---- | -------- |
| 11-11-2017 | Лондон          | Англія     | 0 – 0                   | Німеччина  | товариський матч                          | -    |          |
| 23-3-2018  | Амстердам       | Нідерланди | 0 – 1                   | Англія     | товариський матч                          | -    |          |
| 2-6-2018   | Лондон          | Англія     | 2 – 1                   | Нігерія    | товариський матч                          | -1   |          |
| 18-6-2018  | Волгоград       | Туніс      | 1 – 2                   | Англія     | ЧС 2018 - груповий етап                   | -1   |          |
| 24-6-2018  | Нижній Новгород | Англія     | 6 – 1                   | Панама     | ЧС 2018 - груповий етап                   | -1   |          |
| 28-6-2018  | Калінінград     | Англія     | 0 – 1                   | Бельгія    | ЧС 2018 - груповий етап                   | -1   |          |
| 3-7-2018   | Москва          | Колумбія   | 1 – 1 д.ч. (3 – 4 п.п.) | Англія     | ЧС 2018 - 1/8 фіналу                      | -1   |          |
| 7-7-2018   | Самара          | Швеція     | 0 – 2                   | Англія     | ЧС 2018 - чвертьфінал                     | -    |          |
| 11-7-2018  | Москва          | Хорватія   | 2 – 1 д.ч.              | Англія     | ЧС 2018 - півфінал                        | -2   |          |
| 14-7-2018  | Санкт-Петербург | Бельгія    | 2 – 0                   | Англія     | ЧС 2018 - 3-тє місце                      | -2   | [ 35 ]   |
| 8-9-2018   | Лондон          | Англія     | 1 – 2                   | Іспанія    | Ліга націй УЄФА 2018—2019 - груповий етап | -2   |          |
| 12-10-2018 | Рієка           | Хорватія   | 0 – 0                   | Англія     | Ліга націй УЄФА 2018—2019 - груповий етап | -    |          |
| 15-10-2018 | Севілья         | Іспанія    | 2 – 3                   | Англія     | Ліга націй УЄФА 2018—2019 - груповий етап | -2   |          |
| 15-11-2018 | Лондон          | Англія     | 3 – 0                   | США        | товариський матч                          | -    | 46'      |
| 18-11-2018 | Лондон          | Англія     | 2 – 1                   | Хорватія   | Ліга націй УЄФА 2018—2019 - груповий етап | -1   |          |
| 22-3-2019  | Лондон          | Англія     | 5 – 0                   | Чехія      | Відбір до ЧЄ 2020                         | -    |          |
| 25-3-2019  | Подгориця       | Чорногорія | 1 – 5                   | Англія     | Відбір до ЧЄ 2020                         | -1   |          |
| 6-6-2019   | Гімарайнш       | Нідерланди | 3 – 1 д.ч.              | Англія     | Ліга націй УЄФА 2018—2019 - півфінал      | -3   |          |
| 9-6-2019   | Гімарайнш       | Швейцарія  | 0 – 0 д.ч. (5 – 6 п.п.) | Англія     | Ліга націй УЄФА 2018—2019 - 3-тє місце    | -    | [ 36 ]   |
| 7-9-2019   | Лондон          | Англія     | 4 – 0                   | Болгарія   | Відбір до ЧЄ 2020                         | -    |          |
| 10-9-2019  | Саутгемптон     | Англія     | 5 – 3                   | Косово     | Відбір до ЧЄ 2020                         | -3   |          |
| 11-10-2019 | Прага           | Чехія      | 2 – 1                   | Англія     | Відбір до ЧЄ 2020                         | -2   |          |
| 14-10-2019 | Софія           | Болгарія   | 0 – 6                   | Англія     | Відбір до ЧЄ 2020                         | -    |          |
| 14-11-2019 | Лондон          | Англія     | 7 – 0                   | Чорногорія | Відбір до ЧЄ 2020                         | -    |          |
| 5-9-2020   | Рейк'явік       | Ісландія   | 0 – 1                   | Англія     | Ліга націй УЄФА 2020—2021 - груповий етап | -    |          |
| 8-9-2020   | Копенгаген      | Данія      | 0 – 0                   | Англія     | Ліга націй УЄФА 2020—2021 - груповий етап | -    |          |
| 11-10-2020 | Лондон          | Англія     | 2 – 1                   | Бельгія    | Ліга націй УЄФА 2020—2021 - груповий етап | -1   |          |
| 14-10-2020 | Лондон          | Англія     | 0 – 1                   | Данія      | Ліга націй УЄФА 2020—2021 - груповий етап | -1   |          |
| 15-11-2020 | Левен           | Бельгія    | 2 – 0                   | Англія     | Ліга націй УЄФА 2020—2021 - груповий етап | -2   |          |
| 18-11-2020 | Лондон          | Англія     | 4 – 0                   | Ісландія   | Ліга націй УЄФА 2020—2021 - груповий етап | -    |          |
| 2-6-2021   | Мідлсбро        | Англія     | 1 – 0                   | Австрія    | товариський матч                          | -    |          |
| 13-6-2021  | Лондон          | Англія     | 1 – 0                   | Хорватія   | ЧЄ 2020 - груповий етап                   | -    |          |
| 18-6-2021  | Лондон          | Англія     | 0 – 0                   | Шотландія  | ЧЄ 2020 - груповий етап                   | -    |          |
| 22-6-2021  | Лондон          | Чехія      | 0 – 1                   | Англія     | ЧЄ 2020 - груповий етап                   | -    |          |
| 29-6-2021  | Лондон          | Англія     | 2 – 0                   | Німеччина  | ЧЄ 2020 - 1/8 фіналу                      | -    |          |
| 3-7-2021   | Рим             | Україна    | 0 – 4                   | Англія     | ЧЄ 2020 - чвертьфінал                     | -    |          |
| 7-7-2021   | Лондон          | Англія     | 2 – 1 д.ч.              | Данія      | ЧЄ 2020 - півфінал                        | -1   |          |
| 11-7-2021  | Лондон          | Італія     | 1 – 1 д.ч. (3 – 2 п.п.) | Англія     | ЧЄ 2020 - фінал                           | -1   |          |
| 2-9-2021   | Будапешт        | Угорщина   | 0 – 4                   | Англія     | Відбір до ЧС 2022                         | -    |          |
| 8-9-2021   | Варшава         | Польща     | 1 – 1                   | Англія     | Відбір до ЧС 2022                         | -1   |          |
| 12-10-2021 | Лондон          | Англія     | 1 – 1                   | Угорщина   | Відбір до ЧС 2022                         | -1   |          |
| 12-11-2021 | Лондон          | Англія     | 5 – 0                   | Албанія    | Відбір до ЧС 2022                         | -    |          |
| 26-3-2022  | Лондон          | Англія     | 2 – 1                   | Швейцарія  | товариський матч                          | -1   |          |
| 4-6-2022   | Будапешт        | Угорщина   | 1 – 0                   | Англія     | Ліга націй УЄФА 2022—2023 - груповий етап | -1   |          |
| 7-6-2022   | Мюнхен          | Німеччина  | 1 – 1                   | Англія     | Ліга націй УЄФА 2022—2023 - груповий етап | -1   |          |
| Усього     |                 | Матчів     | 24                      |            | Голів                                     | 0    |          |

## Титули і досягнення
- Віце-чемпіон Європи: 2020